# Rudis Corrales
Rudis Alberto Corrales Rivera (ur. 6 listopada 1979 w Sociedad) – salwadorski piłkarz występujący na pozycji napastnika. Jego brat Magdonio Corrales również był piłkarzem.

## Kariera klubowa
Corrales, opisywany jako ambitny, obdarzony ogromną prędkością i precyzyjnym strzałem napastnik, urodził się w Sociedad, jednak wychowywał się w mieście Santa Rosa de Lima i w wieku około pięciu lat zaczął uczęszczać na treningi do tamtejszego zespołu Municipal Limeño. Do seniorskiej drużyny został włączony jako osiemnastolatek i w salwadorskiej Primera División zadebiutował 30 listopada 1997 w zremisowanym 0:0 spotkaniu z Dragón. Szybko został podstawowym piłkarzem zespołu i sworzył duet atakujących ze swoim bratem Magdonio, a pierwszy sukces ze swoim macierzystym klubem odniósł w jesiennym sezonie Apertura 1999, kiedy to wywalczył z nim tytuł wicemistrza Salwadoru. Kolejne wicemistrzostwo zdobył rok później, podczas rozgrywek Apertura 2000, za to w wiosennej fazie Clausura 2001 z trzynastoma bramkami na koncie został królem strzelców ligi salwadorskiej, co zaowocowało pierwszymi powołaniami do reprezentacji. Ogółem w barwach Municipalu występował przez ponad sześć lat, zdobywając dla niego 77 bramek w rozgrywkach ligowych.
Wiosną 2004 Corrales po dziewiętnastu latach opuścił Municipal, podpisując pięcioletni kontrakt z drużyną CD Águila z siedzibą w mieście San Miguel. Tam również od razu wywalczył sobie miejsce w wyjściowej jedenastce i w wiosennym sezonie Clausura 2006 zdobył ze swoim zespołem pierwsze w karierze mistrzostwo Salwadoru. W 2007 dotarł do finału krajowego pucharu, Copa Presidente, natomiast we wrześniu tego samego roku strzelił swoją setną bramkę w lidze salwadorskiej, zostając siódmym piłkarzem, który zdołał przekroczyć tę liczbę. Podczas rozgrywek Apertura 2009 zdobył z Águilą wicemistrzostwo kraju i sukces ten powtórzył także pół roku później, w fazie Clausura 2010. Pod koniec swojego pobytu w klubie pełnił jednak najczęściej rolę rezerwowego, wobec czego przeszedł do ekipy Alianza FC ze stołecznego San Salvador. W sezonie Clausura 2011 zdobył z nią drugie w swojej karierze mistrzostwo Salwadoru. W styczniu 2012 powrócił do San Miguel, zostając zawodnikiem drugoligowego CD Dragón, gdzie cztery miesiące później, w wieku 33 lat, zakończył piłkarską karierę z powodu poważnej kontuzji.

## Kariera reprezentacyjna
Zanim zaczął występować w seniorskiej kadrze, Corrales wielokrotnie reprezentował swój kraj w juniorskich kategoriach wiekowych. W 1998 roku w barwach młodzieżówki wziął udział w Igrzyskach Ameryki Środkowej i Karaibów w Maracaibo. W 2001 roku został powołany przez selekcjonera Carlosa Recinosa do seniorskiej reprezentacji Salwadoru na Puchar Narodów UNCAF, gdzie 23 maja w wygranym 3:0 meczu fazy grupowej z Nikaraguą zadebiutował w drużynie narodowej. Premierowego gola w kadrze strzelił natomiast dwa dni później, w wygranej 2:1 konfrontacji z Panamą, także w fazie grupowej. Ostatecznie wystąpił w tych rozgrywkach czterokrotnie, a jego zespół zajął trzecie miejsce. W 2002 roku znalazł się w składzie na Złoty Puchar CONCACAF, gdzie rozegrał wszystkie trzy mecze, a jego drużyna odpadła z turnieju w ćwierćfinale.
W 2003 roku Corrales po raz drugi wziął udział w Pucharze Narodów UNCAF, na którym wystąpił we wszystkich pięciu konfrontacjach i zdobył po jednym golu w pojedynkach z Panamą (2:1) i Nikaraguą (3:0), a jego drużyna narodowa podobnie jak poprzednio zajęła trzecie miejsce w turnieju. Kilka miesięcy później został powołany na Złoty Puuchar CONCACAF, gdzie rozegrał wszystkie trzy mecze, zaś Salwadorczycy ponownie odpadli w ćwierćfinale. Wystąpił w czterech spotkaniach wchodzących w skład eliminacji do Mistrzostw Świata 2006, na które jego zespół nie zdołał się jednak zakwalifikować. W 2005 trzeci raz znalazł się w składzie na Puchar Narodów UNCAF, gdzie Salwadorczycy odpadli już w fazie grupowej, za to on pojawiał się na boisku w obydwóch spotkaniach.
Corrales brał także udział w eliminacjach do Mistrzostw Świata 2010, na które jego reprezentacja nie zdołała co prawda awansować, lecz on sam został królem strzelców kwalifikacji, zdobywając osiem bramek w siedemnastu spotkaniach. Na listę strzelców wpisywał się wówczas pięciokrotnie w spotkaniu z Anguillą (12:0), natomiast raz w rewanżu z tym samym rywalem (4:0), a także w dwóch konfrontacjach z Kostaryką (1:3 i 1:0). W 2009 roku po raz czwarty został powołany na Puchar Narodów UNCAF, gdzie rozegrał cztery mecze, a jego kadra zajęła wówczas czwarte miejsce. W tym samym roku znalazł się jeszcze w składzie na kolejny Złoty Puchar CONCACAF, na którym wystąpił we wszystkich trzech meczach, za to Salwadorczycy odpadli z rozgrywek już w fazie grupowej. W 2011 roku wziął udział w swoim czwartym Złotym Pucharze CONCACAF, gdzie czterokrotnie pojawiał się na boiskach, zaś jego kadra zakończyła swój udział w turnieju na ćwierćfinale. Ogółem swój bilans reprezentacyjny zamknął na siedemnastu strzelonych bramkach w 77 rozegranych spotkaniach.